# Europees kampioenschap bandstoten 1971-1972
Het Europees kampioenschap in de biljartdiscipline bandstoten in het seizoen 1971-1972 werd gespeeld van 16 t/m 19 maart 1972 in Mol. Ludo Dielis behaalde de titel. 

## Toernooi-format
Partijlengte 200 caramboles. Halve competitie

## Het "lot" van Ceulemans
De zevenvoudig Europees kampioen Raymond Ceulemans ontbrak deze editie, en niet omdat hij ziek was of omdat hij elders biljartverplichtingen had. Hij was wel ter plaatse aanwezig, maar dit keer slechts als toeschouwer. Hij werd gepasseerd voor deelname omdat hij tijdens het Belgisch kampioenschap slechts derde was geworden, en omdat hij de vorige jaargang slechts tweede werd (met een record algemeen gemiddelde: 15,38) tijdens het EK in Eupen. België was de toonaangevende natie in het bandstoten en had eenvoudigweg te veel topspelers. Zij  waren een klasse apart ten opzichte van de andere deelnemers zoals de eindstand ook aangeeft.

## Eindstand
| EK Bandstoten 1971-1972 – Eindstand | EK Bandstoten 1971-1972 – Eindstand | EK Bandstoten 1971-1972 – Eindstand | EK Bandstoten 1971-1972 – Eindstand | EK Bandstoten 1971-1972 – Eindstand | EK Bandstoten 1971-1972 – Eindstand | EK Bandstoten 1971-1972 – Eindstand | EK Bandstoten 1971-1972 – Eindstand | EK Bandstoten 1971-1972 – Eindstand |
| RANG                                | SPELER                              | GESP                                | PP                                  | CAR                                 | BRT                                 | MOY                                 | PMOY                                | HS                                  |
| ----------------------------------- | ----------------------------------- | ----------------------------------- | ----------------------------------- | ----------------------------------- | ----------------------------------- | ----------------------------------- | ----------------------------------- | ----------------------------------- |
|                                     | Ludo Dielis                         | 7                                   | 14                                  |                                     |                                     | 11,38                               | 25,00                               | 61                                  |
|                                     | Emile Wafflard                      | 7                                   | 12                                  |                                     |                                     | 13,65                               | 25,00                               | 79                                  |
|                                     | Roland Dufetelle                    | 7                                   | 8                                   |                                     |                                     | 7,51                                | 11,11                               | 54                                  |
| 4                                   | Alejandro Muñoz                     | 7                                   | 6                                   |                                     |                                     | 6,30                                | 12,50                               | 42                                  |
| 5                                   | Robert Guyot                        | 7                                   | 4                                   |                                     |                                     | 7,58                                | 8,33                                | 51                                  |
| 6                                   | Hans Vultink                        | 7                                   | 4                                   |                                     |                                     | 6,97                                | 18,18                               | 63                                  |
| 7                                   | Dieter Müller                       | 7                                   | 4                                   |                                     |                                     | 5,96                                | 10,00                               | 58                                  |
| 8                                   | Heinrich Weingartner                | 7                                   | 4                                   |                                     |                                     | 5,82                                | 6,45                                | 39                                  |
| Totaal                              | Totaal                              | Totaal                              | Totaal                              | -                                   | -                                   | 7,78                                | 25,00                               | 79                                  |
|                                     |                                     |                                     |                                     |                                     |                                     |                                     |                                     |                                     |

Algiers 1949-1950 ·
Barcelona 1950-1951 ·
Madrid 1951-1952 ·
Valencia 1952-1953 ·
Saarbrücken 1953-1954 ·
Idar-Oberstein 1954-1955 ·
Lissabon 1955-1956 ·
Groningen 1956-1957 ·
Leuven 1957-1958 ·
Oberhausen 1958-1959 ·
Terrassa 1959-1960 ·
Lissabon 1962-1963 ·
Den Helder 1963-1964 ·
Montecatini Terme 1964-1965 ·
Krefeld 1965-1966 ·
Deurne 1966-1967 ·
Alghero 1968-1969 ·
Apeldoorn 1969-1970 ·
Eupen 1970-1971 ·
Mol 1971-1972 ·
Wenen 1972-1973 ·
Zandvoort 1973-1974 ·
Granada 1974-1975 ·
Moyeuvre-Grande 1975-1976 ·
Bottrop 1976-1977 ·
Zelzate 1977-1978 ·
Emmeloord 1978-1979 ·
Wedel 1979-1980 ·
Hechtel 1980-1981 ·
Emmeloord 1981-1982 ·
Madrid 1982-1983 ·
Franeker 1983-1984 ·
Épinal 1984-1985 ·
Dülmen 1985-1986 ·
Mondorf-les-Bains 1986-1987 ·
Groningen 1987-1988 ·
Bottrop 1989-1990 ·
Mondorf-les-Bains 1990-1991 ·
Grubbenvorst 1991-1992 ·
Wijchen 1992-1993 ·
Wijchen 1993-1994 ·
Wijchen 1994-1995 ·
Wijchen 1995-1996 ·
Wijchen 1996-1997 ·
Wijchen 1997-1998 ·
Wijchen 1998-1999 ·
Hooglede 1999-2000 ·
Duisburg 2000-2001 ·
Wijchen 2001-2002 ·
Amsterdam 2002-2003 ·
Cervera 2003-2004 ·
Hasselt 2004-2005 ·
Kortrijk 2005-2006 ·
Cervera 2006-2007 ·
Carvin 2007-2008 ·
Wijchen 2008-2009 ·
Llinars del Vallès 2009-2010 ·
Haarlo 2010-2011 ·
Cervera 2011-2012 ·
Brandenburg a/d H. 2012-2013 ·
Brandenburg a/d H. 2014-2015 ·
Brandenburg a/d H. 2016-2017 ·
Brandenburg a/d H. 2018-2019 ·
Paiporta 2020-2021